# Moór Marianna
Moór Marianna (Budapest, 1943. február 5. –) Kossuth- és kétszeres Jászai Mari-díjas magyar színésznő, érdemes és kiváló művész, a Halhatatlanok Társulatának örökös tagja.

## Életpályája
1957-ben debütált A tettes ismeretlen című filmben. 1965-ben végezte el a Színház- és Filmművészeti Főiskolát Szinetár Miklós osztályában. 1965–1969 között a kecskeméti Katona József Színházhoz szerződött. 1969–1984 között a Nemzeti Színház tagja volt. 1984–1992 között a Madách Színházban játszott, majd 1992-től ismét a Nemzetiben. 1994–1998 között a Fővárosi Közgyűlés tagja volt (MSZP). 2000–2022 között a Pesti Magyar Színház tagja.
Számos filmben és tévéjátékban is szerepet vállalt. Eleinte drámai szerepeket alakított, de kiváló humorát, stílusérzékét hamar észrevették.

### Családja
Első házasságából, Sára Sándortól született Balázs fia, operatőr. Második férje Aladár, állatorvos volt.
2012-ben mellrákkal kezelték.

## Színpadi szerepei
- Fischer: Kimenő ... Minna
- Madách Imre: Az ember tragédiája ... Hippia; Heléne; Egy lány; Cigányasszony; Kéjhölgy
- García Lorca: Rosita leányasszony ... A vénlányok anyja
- Gorkij: A nap fiai ... Jelena Nyikolajevna
- Aiszkhülosz: Síri áldozat ... Kar
- Aiszkhülosz: A jólelkűek ... Kar
- Frisch: Ha egyszer Hotz úr dühbe gurul ... Dorli
- Williams: Az ifjúság édes madara ... Edna
- Lope de Vega: A hős falu ... Laurencia
- William Shakespeare: Sok hűhó semmiért ... Hero
- Radzinszkij: 104 lap a szerelemről ... Natasa
- Gyárfás Miklós: Egérút ... Mari
- Rolland: A szerelem és a halál játéka ... Sophie de Courvoisier
- Szophoklész: Élektra ... Khrüszothemisz
- Arthur Miller: Pillantás a hídról ... Catherine
- Shakespeare: Vihar ... Miranda
- Szűcs György: Szeretni tudni kell ... Máriási Éva
- Fagyejev: Tizenkilencen ... Varja
- Arthur Miller: A bűnbeesés után ... Louise
- Jókai Mór: Az aranyember ... Tímea
- Molnár Ferenc: Liliom ... Juli
- Shakespeare: Tévedések vígjátéka ... Kurtizán
- Végh Antal: Holnap vasárnap ... Margit
- Raffai Sarolta: Diplomások ... Mara
- Pedro Calderón de la Barca: Huncut kísértet ... Dona Angela
- Katona József: Bánk bán ... Melinda
- Csehov: Ivanov ... Szása
- Csehov: Ványa bácsi ... Jelena
- Madách–Keresztury: Csák végnapjai ... Klára
- Bertolt Brecht: A szecsuáni jólélek ... Az asszony
- Molière: Kényeskedők ... Madelon
- Shakespeare: Szeget szeggel ... Marianna
- Gogol: A revizor ... Marja Antonovna
- Illyés Gyula: Testvérek ... Julinka
- Hubay Miklós: Színház a cethal hátán ... Carina
- Vampilov: A múlt nyáron történt ... Zina
- Illés Endre: Egyszárnyú madarak ... Belud Kata
- Németh László: VII. Gergely ... Matild
- Jonson: Bertalannapi vásár ... Vivi
- Bornemisza Péter: Magyar Elektra ... Chrysothemis
- Csokonai Vitéz Mihály: Az özvegy Karnyóné s két szeleburdiak ... Boris
- Zindel: A gammasugarak hatása a százszorszépekre ... Renth
- Móricz Zsigmond: Nem élhetek muzsikaszó nélkül ... Pólika; Zsani néni
- Csák Gyula: Együtt egyedül ... Ildikó
- Sütő András: Káin és Ábel ... Arabella
- Ruzante: A csapodár madárka ... Betia
- Molière: Az úrhatnám polgár ... Doriméne
- Rozov: A siketfajd fészke ... Iszkra
- Osztrovszkij: Jövedelmező állás ... Anna Pavlovna
- Sütő András: A szúzai menyegző ... Roxáné
- Csiky Gergely: Mukányi ... Ella
- Brecht: Háromgarasos opera ... Lucy
- Euripidész: Oresztész ... Helené
- Jonson: Volpone, avagy a pénz komédiája ... Canina
- Spiró György: Esti műsor ... Gizi
- Popper Péter: Színes pokol ... Zsuzsa
- Miller: A salemi boszorkányok ... Elizabeth
- Coburn: Kopogós römi ... Fonsia Dorsey
- Polgár András: Töltsön egy estét a Fehér Rózsában ... Judit
- Rostand: Cyrano de Bergerac ... Roxane
- Szakonyi Károly: Ki van a képen? ... .Ila
- Albert Camus: Caligula ... Caesonia
- Levin: Veronica szobája ... Nő
- Miller: Édes kisfiam ... Kate Keller
- Molnár Ferenc: A hattyú ... Beatrix
- Selmeczi Tibor: Csak úgy, mint otthon ... Matilda
- Németh Ákos: Lili Hofberg ... Lili Hofberg
- Kerr: Mary, Mary ... Mary
- Achard: A bolond lány ... Marie Dominique Beaurevers
- Gyurkovics Tibor: Halálsakk ... Görgenné
- Örkény István: Pisti a vérzivatarban ... Mama
- Páskándi Géza: Tornyot választok ... Lorántffy Zsuzsanna
- Mikszáth Kálmán: A Noszty fiú esete Tóth Marival ... Máli
- Ayckbourn: Hálószobakomédia ...
- Illyés Gyula: Különc ... Özvegy Batthyány Lajosné
- Szigligeti Ede: Liliomfi ... Camilla
- Pozsgai Zsolt: Törődj a kerttel! ... Ágnes
- Deval: Francia szobalány ... Laura
- Molnár Ferenc: Panoptikum avagy a király füle ... Sophie grófné
- Kohlhaase-Zimmer: Hal négyesben ... Cecilia
- Szakonyi Károly: Vidám finálé ... Eliz
- Németh László: Villámfénynél ... Margit
- Göncz Árpád: Magyar Médeia ... Jászóné Deák Médeia
- Jókai Mór: A kőszívű ember fiai ... Plankenhorst Antoinette
- Sütő András: Balkáni gerle ... Ella
- Pianosa Giorgio: A család játékai ... A mama
- Choderlos de Laclos: Veszedelmes viszonyok ... Merteuil márkiné
- Bellon: A csütörtöki hölgyek ... Sonia
- Szép Ernő: Patika ... A patikusné
- Gray: A játék vége ... Daisy
- Georges Feydeau–Louis: Meglőttük a fényes sellőt ... Couccoasé bárónő
- Molière: Tudós nők ... Belíza
- Balázs Ágnes: Andersen, avagy a mesék meséje ... Zsófi
- Molière: Tartuffe ... Pernelle asszony
- Szabó–Bereményi: Az ajtó ... Molnár Anna
- Feydeau: Fel is út, le is út...Duverger báróné
- Albee: Kényes egyensúly ... Agnes
- Bennett: Beszélő fejek II. – Miss Fozzard
- Feydeau: Osztrigás Mici ... De Valmonté hercegné

## Filmjei

### Játékfilmek
- A tettes ismeretlen (1957) ... Ildi
- Szent Péter esernyője (1958)
- Szombattól hétfőig (1959) ... Eke Anna
- Két emelet boldogság (1960)
- Májusi fagy (1961) ... Klári
- Sodrásban (1964) ... Böbe
- Mit csinált felséged 3-tól 5-ig? (1964)
- Mi lesz veled Eszterke? (1968) ... Aliz
- Alfa Rómeó és Júlia (1968) ... Vali
- A beszélő köntös (1968) ... Beniczki Marica
- A völgy (1968)
- Az alvilág professzora (1969) ... Vajda Ilona
- Szeressétek Odor Emiliát! (1970) ... Nóra néni
- Kitörés (1971) ... Sárika, raktáros
- Emberrablás magyar módra (1972) ... Gabi
- Hekus lettem (1972) ... Evelyne
- Romantika (1972) ... Színésznő
- Lila ákác (1972) ... Lola
- Utazás Jakabbal (1972) ... Juli
- Szabad lélegzet (1973) ... Zsuzsi
- Pókháló (1973) ... Marica, Deczkiné
- Kopjások (1974) ... Rajnayné
- A Pendragon legenda (1974) ... Lene Kretzsch
- Vállald önmagadat (1974)
- Ereszd el a szakállamat! (1975) ... Állomásfőnökné
- Az ötödik pecsét (1976) ... Lucy
- Árvácska (1976) ... Zsabamári
- Tótágas (1976) ... Szülő
- Amerikai cigaretta (1977) ... Ebesné
- A ménesgazda (1978) ... Kati, kocsmárosnő
- Októberi vasárnap (1979) ... Edit, Nádassyné
- Dögkeselyű (1982) ... Kowarskiné
- Tegnapelőtt (1982) ... Apácafőnöknő
- Házasság szabadnappal (1983) ... Juci
- Elcserélt szerelem (1984) ... Pusztainé
- Akli Miklós (1986) ... Királyné
- Malom a pokolban (1987) ... Demjén Ildikó
- És mégis… (1991)
- A rózsa vére (1998) ... Anita anyja
- A temetetlen halott (2004) ... Égető Mária
- Kaland (2011) ... Ápolónő
- Apolka – Egy emlődaganatos nő története (2012) ... Apolka

### Tévéfilmek
- Rendszáma ismeretlen (1963)
- Az asszony beleszól (1965)
- Princ, a katona 1-12. (1966–67)
- VII. Olivér (1969)
- Az ember tragédiája (1969)
- 7 kérdés a szerelemről (és 3 alkérdés) (1969)
- Mi újság Pesten? (1970)
- Sose fagyunk meg (1970)
- Jó estét nyár, jó estét szerelem (1972)
- Az 1001. kilométer (1972)
- Az öreg bánya titka 1-5. (1973)
- A Pont L`évéque-i fegyintézet (1974)
- Felelet 1-8. (1975)
- Robog az úthenger 1-6. (1976)
- Júlia kisasszony (1977)
- Az elefánt (1978)
- Jövedelmező állás (1979)
- Szávitri, az asszonyi hűség dicsérete (1979)
- Aelita (1980)
- Családi kör (1980–94)
- Ollantay, az Andok vezére (1980)
- Jegor Bulicsov és a többiek (1980)
- Vihar a lombikban (1980) (1985-ben adták le)
- A messziről jött ember (1981)
- A hátvéd halála és feltámadása (1981)
- Solness építőmester (1982)
- A tenger 1-6. (1982)
- Humorista a mennyországban (1982)
- A közös kutya (1983)
- A szembesítés eredménytelen (1983)
- Ellenségek (1984)
- Bakonyi boszorkák (1984)
- A téli csillag meséje (1984)
- Francia négyes (1985)
- Gyalogbéka (1985)
- Búcsú a fegyverektől, azaz (1985)
- Éjjeli menedékhely (1985)
- Linda III. (1989)
- Nyolc évszak 1-8. (1987)
- Chabert ezredes (1987)
- Rablólovag (1987)
- Földi kacaj (1988)
- A fáklya (1993)
- Francia lány (1995)
- A vörös bestia (1996)
- Andersen, avagy a mesék meséje (2006)
- Barátok közt (2014)

## Szinkronszerepek

### Filmes szinkronszerepei[10]
| Cím                                       | A film elkészülte | Magyar változat (szinkron) | Szerep                                  | A szinkronizált színész |
| ----------------------------------------- | ----------------- | -------------------------- | --------------------------------------- | ----------------------- |
| A bárányok hallgatnak                     | 1990              | 1992                       | Ruth Martin szenátor                    | Diane Baker             |
| Veszedelmes viszonyok                     | 1988              | 1989                       | Isabelle de Merteuil márkiné            | Glenn Close             |
| A kis hableány (rajzfilm)                 | 1975              | 1977                       | Karmos, a macska                        | –                       |
| A kék madár                               | 1976              | 1978                       | Fényűzés                                | Ava Gardner             |
| Őrült nők ketrece                         | 1978              | 1979                       | Simone Deblon                           | Claire Maurier          |
| A kicsi kocsi legújabb kalandjai          | 1980              | 1986                       | Louise néni                             | Cloris Leachman         |
| Háry János (rajzfilm)                     | 1983              | 1983                       | Császárné                               | –                       |
| A hercegnő és a kobold (rajzfilm)         | 1991              | 1991                       | Angelika üknagymamája                   | –                       |
| Madarak, árvák, bolondok                  | 1969              |                            |                                         |                         |
| Mi történt Alice nénivel?                 | 1969              |                            | Miss Edna Tinsley                       | Mildred Dunnock         |
| A rivális                                 | 1974              |                            |                                         |                         |
| Tükör                                     | 1975              | 1981                       |                                         |                         |
| Autóstoppal északnak                      | 1977              | 1981                       |                                         |                         |
| A bábu                                    | 1977              |                            |                                         |                         |
| A nyomorultak                             | 1978              | 1985                       | Főnöknő                                 | Flora Robson            |
| Spirál                                    | 1978              |                            |                                         |                         |
| Halál Canaanban                           | 1978              | 1983                       |                                         |                         |
| Német tavasz                              | 1979              |                            |                                         | Burgl Mattuschka        |
| Az amatőr                                 | 1979              |                            |                                         |                         |
| Erdőzug                                   | 1980              | 1982                       | Dada                                    | Lisa Helwig             |
| Tessék engem elrabolni                    | 1980              | 1980                       | Rózsika néni barátnője                  |                         |
| 26 nap Dosztojevszkij életéből            | 1981              | 1981                       | Fedoszija, Dosztojevszkij házvezetőnője | Tatyana Babanina        |
| Cerro Mayor                               | 1981              |                            |                                         |                         |
| A kiskakas gyémánt félkrajcárja (diafilm) | 1981              | 1981                       | Mesélő                                  | –                       |
| A vasember (Andrzej Wajda rendezésében)   | 1981              | 1990                       |                                         |                         |
| Fanny és Alexander                        | 1982              |                            |                                         |                         |
| Szellemes karácsony                       | 1988              |                            | Nagymama                                | Mabel King              |
| Micsoda nő!                               | 1990              | 1990                       | Idős hölgy                              | Amzie Strickland        |

### Filmsorozatbeli szinkronszerepei[11]
| Cím                                         | A film elkészülte | Magyar változat (szinkron)        | Szerep                    | A szinkronizált színész |
| ------------------------------------------- | ----------------- | --------------------------------- | ------------------------- | ----------------------- |
| Columbo: Régimódi gyilkosság                | 1975              | 1993. október 4.                  | Ruth Lytton               | Joyce Van Patten        |
| Columbo: A szuperintelligens gyilkos csődje | 1977              | 1983. május 29. (1. szinkron)     | Vivian Brandt             | Samantha Eggar          |
| Derrick: Rasko gyermekei                    | 1985              | 1988. szeptember 5. (1. szinkron) | Evelyn                    | Lisa Kreuzer            |
| Derrick: Tűz a vízen                        | 1985              | 1987. október 24. (1. szinkron)   | Liane Diebolz             | Christiane Krüger       |
| Ég és föld között                           | 1987              | 1995 (1. szinkron)                | Shirley MacLaine (önmaga) | Shirley MacLaine        |
| A Guldenburgok öröksége                     | 1987–1990         | 1990                              | Margot Balbeck            | Ruth Maria Kubitschek   |
| Hatalom és szenvedély                       | 1989–1990         | 1993                              | Ellen Byrne Edmonds       | Olivia Hamnett          |
| A dadus                                     | 1993–1999         |                                   | Sylvia Fine               | Renée Taylor            |

## Hangjáték, rádió
- Szakonyi Károly: Ki beszél? (1970)
- Nagy Lajos: Három boltoskisasszony (1971)
- Vega, Lope de: A hős falu (1971)
- Gogol: A szorocsinci vásár (1972)
- Stendhal: A besanconi vádlott (1972)
- Babits Mihály: Kártyavár (1973)
- Jules Verne: Várkastély a Kárpátokban (1973)
- Zarko Petan: A hasonmás (1974)
- Misarin, Alexandr: A feladatot vállalom (1975)
- Cibula, Václav: Közönséges szombat (1977)
- Hegedüs Géza: Erdőntúli veszedelem (1977)
- Papp Éva: Távoli északon (1977)
- Jókai Anna: Tartozik és követel (1979)
- Karinthy Frigyes: Gépek dzsungelje (1980)
- John Castle - Arthur Hailey: Rémület a levegőben (1982)
- Balázs Béla: Doktor Szélpál Margit (1983)
- Egy órában egy élet: Doris day (1983)
- Galgóczi Erzsébet: A kápolna titka (1983)
- Ernst Schnabel: Anna Frank nyomában (1984)
- Hogyhogy? - Moldova György szimbóleumai (1984)
- Asperján György: Ha visszamegyek, várlak (1985)
- Egy órában egy élet: Frank Sinatra (1985)
- Mándy Iván: Ismerkedő (1986)
- Shaw, G. B.: Az orvos dilemmája (1985)
- Vámos Miklós: Nyelvek és utak (1987)
- Gosztonyi János: Egy szőke angyal (1989)
- Jules Verne: A tizenöt éves kapitány (1989)
- Pataki Éva: Hangok (1989)
- Galgóczi Erzsébet: A színésznő szabadságon (1995)
- Az elsodort író - In memoriam Szabó Dezső (2002)

## Díjai, elismerései
- Jászai Mari-díj (1969, 1978)
- Farkas–Ratkó-díj (1981)
- SZOT-díj (1983)
- Érdemes művész (1984)
- Erzsébet-díj (1992)
- A Magyar Köztársasági Érdemrend tisztikeresztje (1993)
- Kiváló művész (1999)
- Sík Ferenc-emlékgyűrű (2001)
- Főnix díj (2003)
- Kossuth-díj (2004)
- Örökös tag a Halhatatlanok Társulatában (2004)
- A Nemzeti Színház örökös tagja (2004)
- Pécsi Sándor-díj (2011)
- Kállai Ferenc-életműdíj (2014)[12]
- Pro Urbe Budapest díj (2020)[13]
- A Magyar Filmakadémia életműdíja (2021)[14]